# チキンLINE
「チキンLINE」（チキンライン）は、日本の女性アイドルグループ・SKE48の楽曲。作詞は秋元康、作曲は高木隆次が担当した。2016年3月30日に、グループの19作目のシングルとしてエイベックス・ミュージック・クリエイティヴ（avex trax）から発売された。楽曲のセンターポジションは松井珠理奈が務めた。

## 背景とリリース
前作「前のめり」から約7か月ぶりで、2016年1枚目のシングル。表題曲「チキンLINE」は『映画「プリパラ み〜んなのあこがれ♪レッツゴー☆プリパリ」』の主題歌として使用され、SKE48としては初のアニメ映画タイアップとなった。
初回盤 TYPE-A、初回盤 TYPE-B、初回盤 TYPE-C、初回盤 TYPE-D、通常盤 Type-A、通常盤 Type-B、通常盤 Type-C、通常盤 Type-D、プリパラ盤、劇場盤の10形態。
選抜メンバーは、前作から2人減って17人となった。菅原茉椰が初選抜。二村春香は17thシングル「コケティッシュ渋滞中」以来約1年ぶり、熊崎晴香は15thシングル「不器用太陽」以来約1年8か月ぶりの選抜復帰。前作の選抜メンバーのうち、2015年8月31日に卒業した松井玲奈、同年11月19日に卒業した神門沙樹と発売日翌日の3月31日に卒業した宮澤佐江のほか、佐藤すみれ、松村香織が選抜から外れた。
楽曲のセンターポジションを務めるのは松井珠理奈で、17thシングル「コケティッシュ渋滞中」以来2作ぶり。
CDジャケット写真は3月2日のメディアリリースとともに公開されたが、TYPE-A、B、C、Dのそれぞれ初回盤、通常盤のジャケット写真が当日深夜24時にSKE48オフィシャルサイトから削除され、1日後に新しいジャケット写真が公開された。理由としては「一部変更があったため」としている。
TYPE-Dには宮澤佐江の卒業ソングである「旅の途中」が収録されており、SKE48メンバーのほか、宮澤の同期（AKB48 2期生）であるNMB48の梅田彩佳、AKB48卒業メンバーの秋元才加・大島優子・河西智美・増田有華が歌唱メンバーとして参加している。

## アートワーク
| 初回盤 TYPE-A 表 | 松井珠理奈                                   |
| 通常盤 Type-A 表 | 大場美奈・熊崎晴香                           |
| TYPE-A 裏        | チームSメンバー17名                          |
| 初回盤 TYPE-B 表 | 北川綾巴・後藤楽々                           |
| 通常盤 Type-B 表 | 江籠裕奈・菅原茉椰・惣田紗莉渚               |
| TYPE-B 裏        | チームKIIメンバー18名                        |
| 初回盤 TYPE-C 表 | 柴田阿弥・高柳明音                           |
| 通常盤 Type-C 表 | 東李苑・木本花音                             |
| TYPE-C 裏        | チームEメンバー16名                          |
| 初回盤 TYPE-D 表 | 須田亜香里・古畑奈和                         |
| 通常盤 Type-D 表 | 大矢真那・谷真理佳・二村春香                 |
| TYPE-D 裏        | 宮澤佐江                                     |
| プリパラ盤 表    | 真中らぁら・ファルル・ガァルル・ミニファルル |
| 劇場盤 表        | 「チキンLINE」選抜メンバー17名               |

## チャート成績
「チキンLINE」のシングルCDは、2016年4月11日付オリコン週間シングルチャートにおいて初登場で1位にランクインした。同チャートにおけるSKE48のシングルの1位獲得は「バンザイVenus」から15作連続、通算15作目である。初動売上は25.7万枚となった。また、アニメ部門では『プリパラ』史上初の首位獲得となり、総合部門でも初めて制覇する形となった。最終的にアニメ部門において16週連続で週間TOP10から落ちることのない粘り強さを見せ、SKE48としては、前作には及ばなかったものの、『プリパラ』に起用された歴代主題歌の中では、i☆Ris「Goin'on」（累計1.2万枚）を初動のみで大きく上回った。上半期チャートでは32.2万枚を売り上げ、総合部門では7位に入ったが、アニメ部門では、月間アニメにおいて3月：1位→4月：4位→5月：9位と、3ヶ月連続でTOP10入りを果たした甲斐もあり、KAT-TUN「TRAGEDY」（累計14.5万枚）にダブルスコア以上の差をつけ、1位を獲得した。最終的に23週に渡るチャートインとなり、『プリパラ』においてSUPER☆GiRLS「胸キュンLove Song」（10週）を約2倍を上回ってロングヒットを記録し、最終的に36.5万枚を売り上げて、月間総合1位を獲得したHey! Say! JUMP「Fantastic Time」（年間28.8万枚）を下し、2016年のアニメチャートを制覇した。同時発表の年間チャートでは15位に入った。
また、Billboard JAPANのHot Animationにおいても『プリパラ』史上初であるとともに、ケタ違いのCDセールスを背景に断然1位をHot100共々獲得した後、そのCDセールス面で圧倒的なポイントを積み重ねた結果、2位の秦基博「ひまわりの約束」などの話題作を抑え、2016年上半期チャートも制覇した。イヤーエンドチャートでは、その話題作に逆転され、5位のランクインとなった。

## ミュージック・ビデオ
チキンLINE
監督を務めたのは中村太洸。撮影は全編ブルーバックで行われた。設定は、会話やコミュニケーションをしてはいけない、LINEの文字だけで会話をする未来の世界。このような世界を変えるために1人の女の子（松井珠理奈）が行動を起こし、それを受け継いだもう1人の女の子（北川綾巴）が世界を変えるという内容になっている。映像は、映画『ブレードランナー』のオマージュである。
彼女がいる
Team Sの「彼女がいる」は、三重県桑名市のアミューズメントパーク・ナガシマスパーランドで撮影された。監督はYu-ya Hara。
キスポジション
Team KIIの「キスポジション」は、7期生の小畑優奈がセンターを務め、フロントメンバーも白井琴望、日高優月、北野瑠華、竹内彩姫と若手が起用されている。小畑と江籠裕奈が、地味な子ではあるが、カフェでイケメン店員目当てで勉強をするふりをしているという役を演じている。その店員役で松本ひなたが出演している。監督は園田俊郎が担当した。
Is that your secret?
Team Eの「Is that your secret?」のミュージック・ビデオは、センターを務めた髙寺沙菜によると「かっこいい系」「ダークな感じ」である。監督は二宮“NINO”大輔。
旅の途中
宮澤佐江卒業ソング「旅の途中」には、前述の秋元・梅田・大島・河西・増田のほかに、こちらも宮澤の同期である大堀恵・小林香菜・佐藤夏希・高田彩奈・野呂佳代・松原夏海が出演している。監督は中村太洸。

## メディアでの使用
チキンLINE
- 映画『映画「プリパラ み〜んなのあこがれ♪レッツゴー☆プリパリ」』主題歌[5]
- エスカ『ESCA』CMソング[37]

望遠鏡のない天文台
- AiiA 携帯カードゲーム『SKE48 Passion For You 〜愛と情熱は世界を救う〜』CMソング[38]

## シングル収録トラック

### TYPE-A
| #         | タイトル                                     | 作詞      | 作曲      | 編曲      | 時間  |
| --------- | -------------------------------------------- | --------- | --------- | --------- | ----- |
| 1.        | 「チキンLINE」                               | 秋元康    | 高木隆次  | 生田真心  | 4:53  |
| 2.        | 「彼女がいる」(Team S)                       | 秋元康    | 角野寿和  | 若田部誠  | 4:14  |
| 3.        | 「望遠鏡のない天文台」(Passion For You 選抜) | 秋元康    | 外山大輔  | 若田部誠  | 3:41  |
| 4.        | 「チキンLINE off vocal」                     |           | 高木隆次  | 生田真心  | 4:53  |
| 5.        | 「彼女がいる off vocal」                     |           | 角野寿和  | 若田部誠  | 4:14  |
| 6.        | 「望遠鏡のない天文台 off vocal」             |           | 外山大輔  | 若田部誠  | 3:41  |
| 合計時間: | 合計時間:                                    | 合計時間: | 合計時間: | 合計時間: | 25:38 |

| #  | タイトル                                                  | 作詞 | 作曲・編曲 | 監督       | 時間 |
| -- | --------------------------------------------------------- | ---- | ---------- | ---------- | ---- |
| 1. | 「チキンLINE Music Video」                                |      |            | 中村太洸   | 6:56 |
| 2. | 「彼女がいる Music Video」                                |      |            | Yu-ya Hara | 4:18 |
| 3. | 「特典映像「 SKE48 カウントダウン公演2015→2016 -前編-」」 |      |            |            |      |

### TYPE-B
| #         | タイトル                                     | 作詞      | 作曲      | 編曲           | 時間  |
| --------- | -------------------------------------------- | --------- | --------- | -------------- | ----- |
| 1.        | 「チキンLINE」                               | 秋元康    | 高木隆次  | 生田真心       | 4:53  |
| 2.        | 「キスポジション」(Team KII)                 | 秋元康    | 渡辺尚    | 野中“まさ”雄一 | 4:23  |
| 3.        | 「望遠鏡のない天文台」(Passion For You 選抜) | 秋元康    | 外山大輔  | 若田部誠       | 3:41  |
| 4.        | 「チキンLINE off vocal」                     |           | 高木隆次  | 生田真心       | 4:53  |
| 5.        | 「キスポジション off vocal」                 |           | 渡辺尚    | 野中“まさ”雄一 | 4:23  |
| 6.        | 「望遠鏡のない天文台 off vocal」             |           | 外山大輔  | 若田部誠       | 3:41  |
| 合計時間: | 合計時間:                                    | 合計時間: | 合計時間: | 合計時間:      | 25:56 |

| #  | タイトル                                                  | 作詞 | 作曲・編曲 | 監督     | 時間 |
| -- | --------------------------------------------------------- | ---- | ---------- | -------- | ---- |
| 1. | 「チキンLINE Music Video」                                |      |            | 中村太洸 | 6:56 |
| 2. | 「キスポジション Music Video」                            |      |            | 園田俊郎 | 4:44 |
| 3. | 「特典映像「 SKE48 カウントダウン公演2015→2016 -後編-」」 |      |            |          |      |

### TYPE-C
| #         | タイトル                                     | 作詞      | 作曲      | 編曲      | 時間  |
| --------- | -------------------------------------------- | --------- | --------- | --------- | ----- |
| 1.        | 「チキンLINE」                               | 秋元康    | 高木隆次  | 生田真心  | 4:53  |
| 2.        | 「Is that your secret?」(Team E)             | 秋元康    | 大河原昇  | 大河原昇  | 3:48  |
| 3.        | 「望遠鏡のない天文台」(Passion For You 選抜) | 秋元康    | 外山大輔  | 若田部誠  | 3:41  |
| 4.        | 「チキンLINE off vocal」                     |           | 高木隆次  | 生田真心  | 4:53  |
| 5.        | 「Is that your secret? off vocal」           |           | 大河原昇  | 大河原昇  | 3:47  |
| 6.        | 「望遠鏡のない天文台 off vocal」             |           | 外山大輔  | 若田部誠  | 3:41  |
| 合計時間: | 合計時間:                                    | 合計時間: | 合計時間: | 合計時間: | 24:46 |

| #  | タイトル                                               | 作詞 | 作曲・編曲 | 監督           | 時間 |
| -- | ------------------------------------------------------ | ---- | ---------- | -------------- | ---- |
| 1. | 「チキンLINE Music Video」                             |      |            | 中村太洸       | 6:56 |
| 2. | 「Is that your secret? Music Video」                   |      |            | 二宮“NINO”大輔 | 4:04 |
| 3. | 「特典映像「 SKE48 忘れられない大忘年会2015 -前編-」」 |      |            |                |      |

### TYPE-D
| #         | タイトル                                     | 作詞      | 作曲          | 編曲      | 時間  |
| --------- | -------------------------------------------- | --------- | ------------- | --------- | ----- |
| 1.        | 「チキンLINE」                               | 秋元康    | 高木隆次      | 生田真心  | 4:53  |
| 2.        | 「旅の途中」(宮澤佐江と仲間たち)             | 秋元康    | Justin Moretz | 板垣祐介  | 4:10  |
| 3.        | 「望遠鏡のない天文台」(Passion For You 選抜) | 秋元康    | 外山大輔      | 若田部誠  | 3:41  |
| 4.        | 「チキンLINE off vocal」                     |           | 高木隆次      | 生田真心  | 4:53  |
| 5.        | 「旅の途中 off vocal」                       |           | Justin Moretz | 板垣祐介  | 4:10  |
| 6.        | 「望遠鏡のない天文台 off vocal」             |           | 外山大輔      | 若田部誠  | 3:41  |
| 合計時間: | 合計時間:                                    | 合計時間: | 合計時間:     | 合計時間: | 25:31 |

| #  | タイトル                                               | 作詞 | 作曲・編曲 | 監督     | 時間 |
| -- | ------------------------------------------------------ | ---- | ---------- | -------- | ---- |
| 1. | 「チキンLINE Music Video」                             |      |            | 中村太洸 | 6:56 |
| 2. | 「旅の途中 Music Video」                               |      |            | 中村太洸 | 4:36 |
| 3. | 「特典映像「 SKE48 忘れられない大忘年会2015 -後編-」」 |      |            |          |      |

### プリパラ盤
| #         | タイトル                                     | 作詞      | 作曲      | 編曲      | 時間  |
| --------- | -------------------------------------------- | --------- | --------- | --------- | ----- |
| 1.        | 「チキンLINE」                               | 秋元康    | 高木隆次  | 生田真心  | 4:53  |
| 2.        | 「望遠鏡のない天文台」(Passion For You 選抜) | 秋元康    | 外山大輔  | 若田部誠  | 3:40  |
| 3.        | 「SKE48 19th Single Medley」                 |           |           |           | 4:38  |
| 4.        | 「チキンLINE off vocal」                     |           | 高木隆次  | 生田真心  | 4:53  |
| 5.        | 「望遠鏡のない天文台 off vocal」             |           | 外山大輔  | 若田部誠  | 3:41  |
| 合計時間: | 合計時間:                                    | 合計時間: | 合計時間: | 合計時間: | 21:47 |

### 劇場盤
| #         | タイトル                                     | 作詞      | 作曲      | 編曲      | 時間  |
| --------- | -------------------------------------------- | --------- | --------- | --------- | ----- |
| 1.        | 「チキンLINE」                               | 秋元康    | 高木隆次  | 生田真心  | 4:53  |
| 2.        | 「望遠鏡のない天文台」(Passion For You 選抜) | 秋元康    | 外山大輔  | 若田部誠  | 3:40  |
| 3.        | 「SKE48 19th Single Medley」                 |           |           |           |       |
| 4.        | 「チキンLINE off vocal」                     |           | 高木隆次  | 生田真心  |       |
| 5.        | 「望遠鏡のない天文台 off vocal」             |           | 外山大輔  | 若田部誠  |       |
| 合計時間: | 合計時間:                                    | 合計時間: | 合計時間: | 合計時間: | 21:47 |

## 選抜メンバー
- 東李苑
- 江籠裕奈
- 大場美奈
- 大矢真那
- 北川綾巴
- 木本花音
- 熊崎晴香
- 後藤楽々
- 柴田阿弥
- 菅原茉椰
- 須田亜香里
- 惣田紗莉渚
- 高柳明音
- 谷真理佳
- 二村春香
- 古畑奈和
- 松井珠理奈